# Bernhard Engelbert Christian von Beverförde-Werries
Bernhard Engelbert Christian von Beverförde-Werries (* 1665; † 24. April 1705 in Münster, Westfalen) war ein hoher Amtsträger und Beamter in Diensten des Hochstifts Münsters. Er entstammt dem Adelsgeschlecht der Beverförde zu Werries.

## Leben
Der Sohn des Johann Friedrich Beverförde zu Werries und der Maria Ida von Plettenberg zu Lenhausen (1645–1710) wurde streng katholisch erzogen und empfing am 4. März 1678 in der Fraterherrenkirche zu Münster die Tonsur, was ihn für ein geistliches Amt bestimmte. Am 4. November 1680 erhielt er durch päpstliche Provision eine Präbende am Dom zu Münster. Von 1685 bis 1686 hielt er sich wahrscheinlich zu Studienzwecken in Paris auf. Er schloss seine Ausbildung 1690 in Paderborn ab und erhielt auch dort eine Domherrenstelle. Zwischen 1690 und 1698 war er Domkellnereiassesor in Münster. Mit dem Tod seines Bruders Ferdinand am 30. Oktober 1698 endete seine kirchliche Laufbahn, und er trat das Erbe seines Vaters an. Am 19. April 1699 heiratete er Elisabeth Anna Theodora von Neuhoff zu Wenge, die zuvor eine Ursuline war. Diese brachte eine bedeutende Mitgift in die Ehe ein: die Güter zu Wenge, Bönninghausen, Nierhofen sowie die Burgmannssitze zu Horstmar und Nienborg. Noch im selben Jahr wurde er wirklicher Geheimer Rat und Land- und Kriegsrat seines Onkels, des Fürstbischofs Friedrich Christian von Plettenberg. 1700 war er Gesandter des Fürstbischofs am englischen Hof. Am 21. April 1700 wurde er Mitglied der Münsterschen Ritterschaft und der Kleve-Märkischen Ritterschaft. 1702 wurde sein Sohn Friedrich Christian von Beverförde zu Werries geboren.